# Піщане (Полтавський район)
Піща́не — село в Україні, у Решетилівській міській громаді Полтавського району Полтавської області. Населення становить 1029 осіб. До 2020 орган місцевого самоврядування — Піщанська сільська рада.

## Географія
Село Піщане знаходиться між річками Говтва і Вільхова Говтва (2-3 км), на відстані 2 км розташовані села Молодиківщина та Нова Михайлівка. Селом протікає пересихаючий струмок з загатою. Поруч проходить автомобільна дорога Т 1721.

## Історія
За даними на 1859 рік у власницькому селі Полтавського повіту Полтавської губернії, мешкало 1006 осіб (495 чоловічої статі та 511 — жіночої), налічувалось 693 дворових господарства, існувала православна церква та завод, відбувався щорічний ярмарок.
Село належало до маєтку князя В. С. Кочубея, що звався Піщано-Балясним. Налічував маєток 9 000 десятин землі. Керуючим у 1883—1896 роках був вчений, агроном Олександр Ізмаїльський.
Станом на 1900 рік село було центром Піщанської волості.
За адміністративним поділом 7 березня 1923 волость увійшла до складу новоутворенного Піщанського району Полтавської округи.
13 березня 1925 року центр Піщанського району перенесено з села Піщаного до села Балясне, а район перейменовано на Баляснівський.
Під час організованого радянською владою Голодомору 1932—1933 років померло щонайменше 242 жителі села.
12 червня 2020 року, відповідно до розпорядження Кабінету Міністрів України № 721-р «Про визначення адміністративних центрів та затвердження територій територіальних громад Полтавської області», село увійшло до складу Решетилівської міської громади.
19 липня 2020 року, в результаті адміністративно-територіальної реформи та ліквідації Решетилівського району, село увійшло до складу новоутвореного Полтавського району Полтавської області.

## Економіка
- Молочно-товарна і свинячо-товарна ферми.
- «Бурат-Агро», ТОВ.

## Об'єкти соціальної сфери
- Школа
- Будинок культури
- Церква святих праведників Захарії та Єлизавети (Православна церква України[6])

## Постаті
- Андрійко Олександр Вікторович (1993—2015) — лейтенант МВС України, учасник російсько-української війни.